# Хорвати в Німеччині
Хорвати в Німеччині, або німецькі хорвати (нім. Kroaten in Deutschland, хорв. Hrvati u Njemačkoj) — жителі Німеччини, які мають повне або часткове хорватське походження. Утворюють шосту за чисельністю національну меншину у цій країні. 2021 року в Німеччині проживали 426 485 осіб із хорватським громадянством. Державне управління Хорватії у справах хорватів за кордоном, посольство Хорватії в Берліні та хорватські католицькі місії підрахували, що в Німеччині налічується понад 350 000 хорватів та їхніх нащадків.

## Чисельність
- 2014: 270.558[3]
- 2013: -
- 2012: -
- 2011: -
- 2010: -
- 2009: -
- 2008: -
- 2007: -
- 2006: 227.510
- 2005: 228.926
- 2004: 229.172
- 2003: 236.570
- 2002: 230.987
- 2001: 223.819
- 1994: 176.251
- 1993: 153.146

### По землях
Станом на 2019 рік
| Кількість хорватів у землях Німеччини |                              |         |
| #                                     | Земля                        | Осіб    |
| 1.                                    | Баден-Вюртемберг             | 122.835 |
| 2.                                    | Баварія                      | 126.090 |
| 3.                                    | Берлін                       | 14.430  |
| 4.                                    | Бранденбург                  | 671     |
| 5.                                    | Бремен                       | 2.167   |
| 6.                                    | Гамбург                      | 6.630   |
| 7.                                    | Гессен                       | 53.785  |
| 8.                                    | Мекленбург-Передня Померанія | 260     |
| 9.                                    | Нижня Саксонія               | 9.429   |
| 10.                                   | Північний Рейн-Вестфалія     | 48.043  |
| 11.                                   | Рейнланд-Пфальц              | 8.668   |
| 12.                                   | Саар                         | 1.205   |
| 13.                                   | Саксонія                     | 714     |
| 14.                                   | Саксонія-Ангальт             | 435     |
| 15.                                   | Шлезвіг-Гольштейн            | 3.229   |
| 16.                                   | Тюрингія                     | 189     |

### Міста
У 2019 році
| Кількість хорватів у великих містах |        |
| Місто                               | Осіб   |
| Мюнхен                              | 39 637 |
| Франкфурт                           | 16 751 |
| Штутгарт                            | 15 268 |
| Берлін                              | 14 430 |
| Гамбург                             | 6630   |
| Нюрнберг                            | 5893   |
| Мангейм                             | 4565   |
| Аугсбург                            | 4,223  |
| Дюссельдорф                         | 3720   |
| Кельн                               | 3569   |
| Карлсруе                            | 3383   |
| Ессен                               | 2880   |
| Оффенбах                            | 2420   |
| Ганновер                            | 2300   |
| Пфорцгайм                           | 2,193  |
| Дортмунд                            | 2153   |
| Дуйсбург                            | 2044   |
| Вісбаден                            | 1967   |
| Ульм                                | 1557   |
| Гельзенкірхен                       | 1214   |

2011 року, за даними німецького перепису населення, серед німецьких міст найвищу частку хорватів мали Штутгарт і Пфорцгайм.

## Історія
До Першої світової війни у Німеччині було близько 60 000 робітників, переважно хорватів і словенців у промисловій області Північного Рейну-Вестфалії. 1928 року між Королівством сербів, хорватів і словенців та Німеччиною було укладено двосторонню угоду щодо врегулювання рівноправного становища сезонних сільськогосподарських робітників, які працювали в Німеччині. На початку 1938 року 40 000 громадян Югославії, переважно шахтарів, проживало в Рурській області.
Наприкінці Другої світової війни хорвати потрапляли в Німеччину як політичні біженці з комуністичної Югославії. Це були помірковані або радикальні антикомуністи, включаючи і тих, які підтримували хорватських фашистів. Вони злилися з хорватськими трудовими мігрантами, завербованими для гірничих робіт упродовж війни (станом на 1944 рік буквально 7999 осіб). У результаті набралося близько 10 000 хорватських емігрантів, переважно католиків, через що німецькі дієцезії заснували перші католицькі парафії для хорватів (хорватські місії)
Найбільша частина хорватських заробітчан з'явилася у Німеччині в 1960—1970-х роках (особливо з 1968, коли Німеччина підписала угоду з СФРЮ про залучення робочої сили (про допуск гастарбайтерів). Протягом Хорватської весни, під час якої, серед іншого, відбувалися протести проти політики, що заохочувала масовий відтік хорватів із їхньої вітчизни за кордон, численні хорватські вигнанці, яких політично переслідував югославський комуністичний режим, переїхали в Західну Німеччину. Друге покоління німецьких хорватів народилося в Німеччині в 1970-х роках або опинилося в цій країні у пізніші роки в рамках возз'єднання сімей.
Приблизно 15% хорватів прибули в Німеччину у проміжку з 1991 по 1995 рік — у буремні роки Хорватської та Боснійської воєн. 
Згідно з дослідженням УВКБ ООН та Міжнародної організації з міграції з 1996 року, частка хорватських переміщених осіб і біженців із Боснії та Герцеговини в Німеччину становила 14,84%, тобто близько 52 тис. із загальної кількості близько 350 000 (77,30% — босняки). Частина з них оселилася назавжди (одруження тощо), більшість повернулася на батьківщину або переїхала в треті країни після неможливості подальшого проживання. Тільки з 1996 по 1999 рік близько 6000 боснійсько-герцеговинських хорватів емігрували з Німеччини у США і приблизно 5600 — в Канаду і Австралію.